# Филипп II (митрополит Московский)
Митрополи́т Фили́пп II (в миру Фёдор Степа́нович Колычёв; 11 февраля 1507, Москва — 23 декабря 1569, Тверь) — епископ Русской церкви, митрополит Московский и всея Руси с 1566 по 1568 год, известный обличением злодейств опричников и царя Ивана Грозного.
До избрания на московскую кафедру был игуменом Соловецкого монастыря, где проявил себя как способный руководитель. Из-за несогласия с политикой Ивана Грозного и открытого выступления против опричнины попал в опалу. Решением церковного собора лишён сана (степени священства) и отправлен в ссылку в тверской Отроч Успенский монастырь, где был убит Малютой Скуратовым.
В 1652 году по инициативе патриарха Никона мощи Филиппа были перенесены в Москву. Он был прославлен для всероссийского почитания как святитель Филипп Московский. Память совершается 9 января, 3 июля и 5 (18) октября (по юлианскому календарю).

## Жизнеописание

### Мирская жизнь. 1507—1537 годы
Родился Фёдор 11 февраля 1507 года. Принадлежал к младшей ветви боярского рода Колычёвых. Отец его, Степан Иванович (по прозванию Стенстур, дядька младшего сына великого князя Василия III — углицкого князя Юрия) готовил сына к государевой службе. Мать Варвара (в иночестве Варсонофия) воспитывала его в духе христианского благочестия. Фёдора обучали грамоте по книгам Священного Писания, а также владению оружием, верховой езде и другим воинским навыкам. Молодой Фёдор хотя и приобщался к воинским навыкам, но больше тяготел к молитве и книгам. До 30 лет он находился при великокняжеском дворе Василия III, снискав симпатии молодого Ивана IV (по другой версии, Фёдор был взят на службу в возрасте 26 лет уже после смерти великого князя Василия ко двору его сына Ивана, находившегося под опекой боярской комиссии).
В 1537 году, при малолетнем великом князе Иване Васильевиче, его родственники стали на сторону старицкого князя Андрея Ивановича, поднявшего в Новгороде бунт против Елены Глинской. Род Колычёвых подвергся опале: дядя Фёдора, Иван Умной-Колычёв, попал в тюрьму, его троюродные братья Андрей Иванович и Гаврила Владимирович были биты кнутом и казнены. После этого Фёдор тайно покинул Москву.

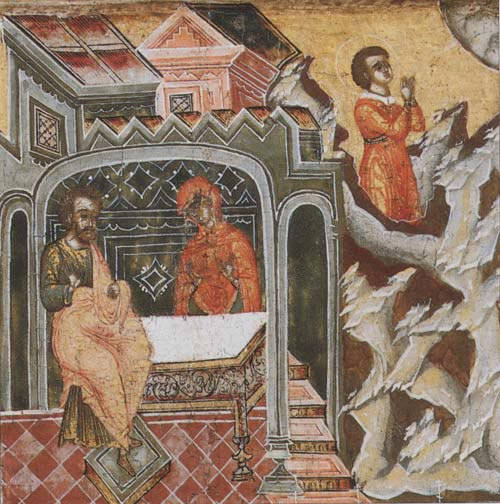
Фёдор Колычёв покидает родительский дом. Клеймо иконы «Святитель Филипп митрополит Московский в житии». Конец XVII века. Музей-заповедник «Коломенское»

Связь между уходом Фёдора из Москвы и мятежом Андрея Старицкого ставится под сомнение. Житие (составленное в конце XVI века) придаёт бегству мотив религиозного прозрения:

…случилось ему, по особому Божиему промышлению, призревшему на него, войти в церковь во время совершения Божественной Литургии. Здесь он услышал слова Евангелия: «Никто не может служить двум господам» (Мф. 6:24). Поражённый этими словами, он размышлял в себе, что эти слова относятся и к нему, и решился оставить мирскую жизнь.
— Димитрий Ростовский. Жития святых
К тридцати годам Фёдор ещё не был женат. Это может свидетельствовать о том, что он и ранее имел склонность к монашеству, а сложная жизненная ситуация только ускорила принятие решения уйти от мира.

### Соловецкий монастырь

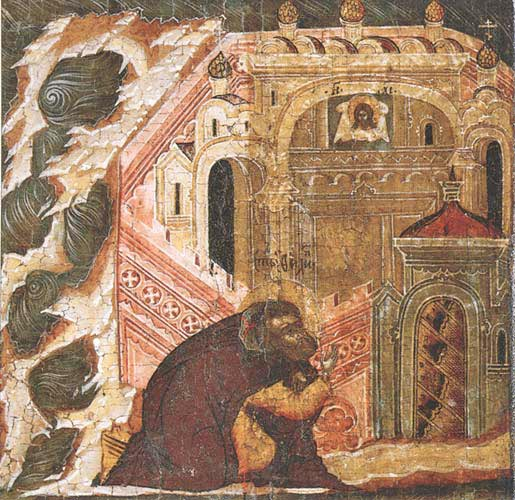
Фёдор у стен Соловецкого монастыря

Не попрощавшись с родными, в одежде простолюдина, Фёдор ушёл из Москвы и направился на север. На севере Новгородской земли молодой Фёдор изнемог и был вынужден остановиться у Онежского озера. Там его приютил житель прионежской деревни Кижа Сидор Субота. Некоторое время Фёдор пас овец крестьянина Субботы, а затем перебрался на Соловецкие острова в Соловецкий монастырь, где был принят послушником. Игумен, не выделяя Фёдора из числа иных послушников, поставил его на общие работы, и отпрыску боярского рода пришлось рубить дрова, копать землю, носить камни. После полутора лет послушания игумен Алексий (Юренев) постриг его в монашество с именем Филипп. Духовным наставником Филиппа стал старец Иона Шамин, ученик преподобного Александра Свирского.
В 1548 году соловецкий игумен Алексий по старости сложил с себя сан, предложив монастырскому собору в качестве своего преемника Филиппа, который к этому времени прожил в монастыре около 8 лет. Решением собора Филипп был избран игуменом и возведён в сан новгородским архиепископом Феодосием. При нём монастырь следовал общежительному уставу. Филипп проявил себя как грамотный хозяйственный администратор: устроил сеть каналов между многочисленными озёрами на острове, поставил на них мельницы, на островах и в поморских вотчинах возвёл новые хозяйственные и промышленные сооружения, ввёл механические усовершенствования в монастырские промыслы. При нём Соловецкий монастырь стал промышленным и культурным центром Северного Поморья. Активно развивалось и церковное строительство: были построены Успенский и Преображенский соборы, Филипп завёл в монастыре колокола вместо бил и клепал, воздвиг для братии двух- и трёхэтажные кельи и больницу.

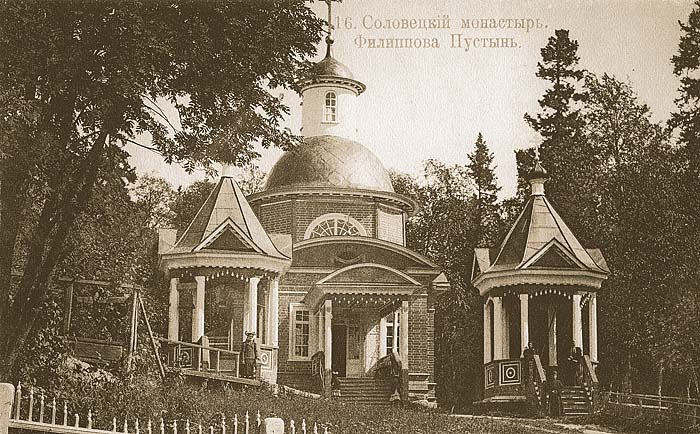
Филиппова пустынь

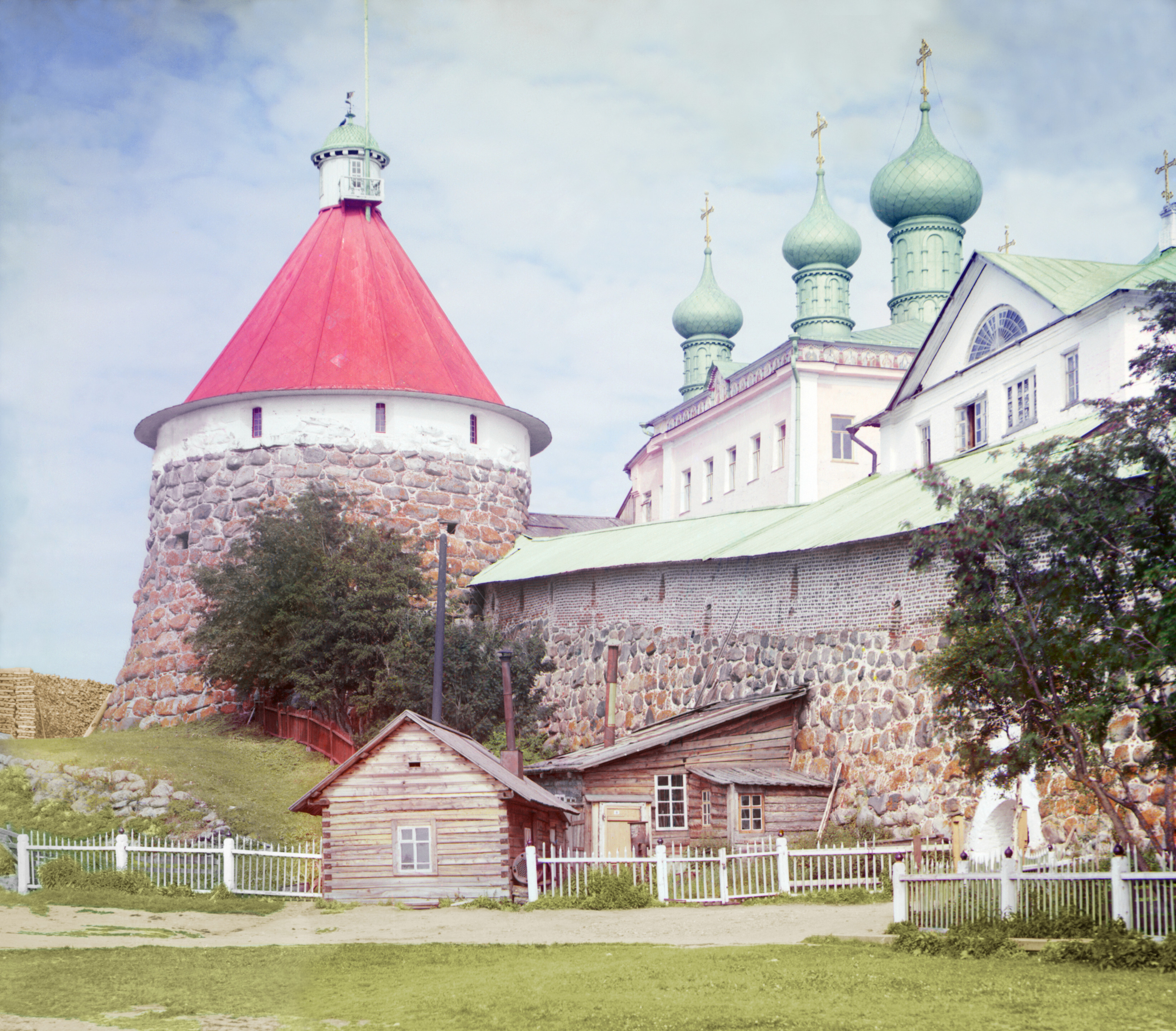
Соловецкий монастырь. Фотография Сергея Прокудина-Горского

Много было сделано Филиппом по увековечиванию памяти основателей монастыря преподобных Зосимы и Савватия. Были обновлены их деревянные надгробные часовни, заказаны большие житийные иконы каждого из святых, а царь Иван IV прислал «два покрова атласа лазорева» на раки чудотворцев. Он перенёс в Преображенский собор монастыря мощи этих святых. Также Филипп начал собирать реликвии, связанные с преподобными: им был найден образ Божией Матери Одигитрии, принесённый на остров Савватием, а также каменный крест, стоявший перед его кельей. Из реликвий Зосимы он нашёл его Псалтырь и ризы, в которые соловецкие игумены с тех пор облачаются за богослужением в дни памяти этого святого. В период игуменства Филипп часто удалялся в пустынь (впоследствии она получила название Филипповской) в двух верстах от монастыря, где проводил время в молитвах. По преданию, там ему явился Иисус в терновом венце и со следами истязаний. На месте явления забил родник, над которым Филипп поставил часовню.
В период игуменства Филиппа заметно увеличились пожертвования в Соловецкий монастырь от царя и частных лиц. В 1548 году Иван IV пожаловал монастырю волость Колежму с солеварнями, угодьями и всеми оброками, остров на реке Суме с тремя дворами, в 1550 году реку Сороку (рукав реки Выг со множеством островов) с оброками. Также в монастырь регулярно присылалась драгоценная церковная утварь. В 1548 году царской грамотой монастырю было разрешено вести беспошлинную торговлю солью на 10 тыс. пудов в год (в 1542 году такое право было только на 6 тыс. пудов), в 1551 году Иван IV подтвердил это право, а в 1555 году по неизвестной причине монастырь лишился прав беспошлинной торговли не только солью, но и другими товарами. Взамен монастырь получил ряд деревень на реке Суме и многочисленные солеварни на морском берегу. Все они были обложены оброком в пользу царской казны, но в 1556 году по челобитной Филиппа царь освободил их от оброка.
Игумен Филипп был участником Стоглавого собора 1551 года, стал вновь лично известен царю (на момент, когда Филипп покинул Москву, Ивану IV было 8 лет), получил от него после Собора богатое церковное облачение и подтверждение монастырских налоговых льгот. А при будущих его приездах в Москву царём было велено выдавать ему из казны «кормовые деньги». Под присмотр Филиппа в 1554 году на Соловки был сослан троицкий игумен Артемий, лидер партии нестяжателей. Соборная грамота предписывала Филиппу «поучать еретика от Божественного Писания о всех полезных к его обращению». В 1560 году в монастырь Филиппа был заточён видный деятель «Избранной Рады» Сильвестр.
В период игуменства на Соловках у Филиппа произошёл конфликт с соловецким старцем Зосимой. Сам «обыскной список» на Филиппа не известен. Сохранилась грамота митрополита Московского Макария новгородскому архиепископу Пимену, в которой сообщается, что церковным собором в 1555 году это дело было рассмотрено и установлено: «игумен Филипп прав, а старец Зосима виноват. И ты б того игумена благословил и игуменити в Соловетцком монастыре велел по старине, и в монастырь его отпустил. А вперед бы еси в том Соловетцком монастыре тому старцу Зосиме жити не велел, а послал бы еси его в ыной в которой монастырь и велел его дати доброму старцу под начало».

### Митрополит Московский и всея Руси

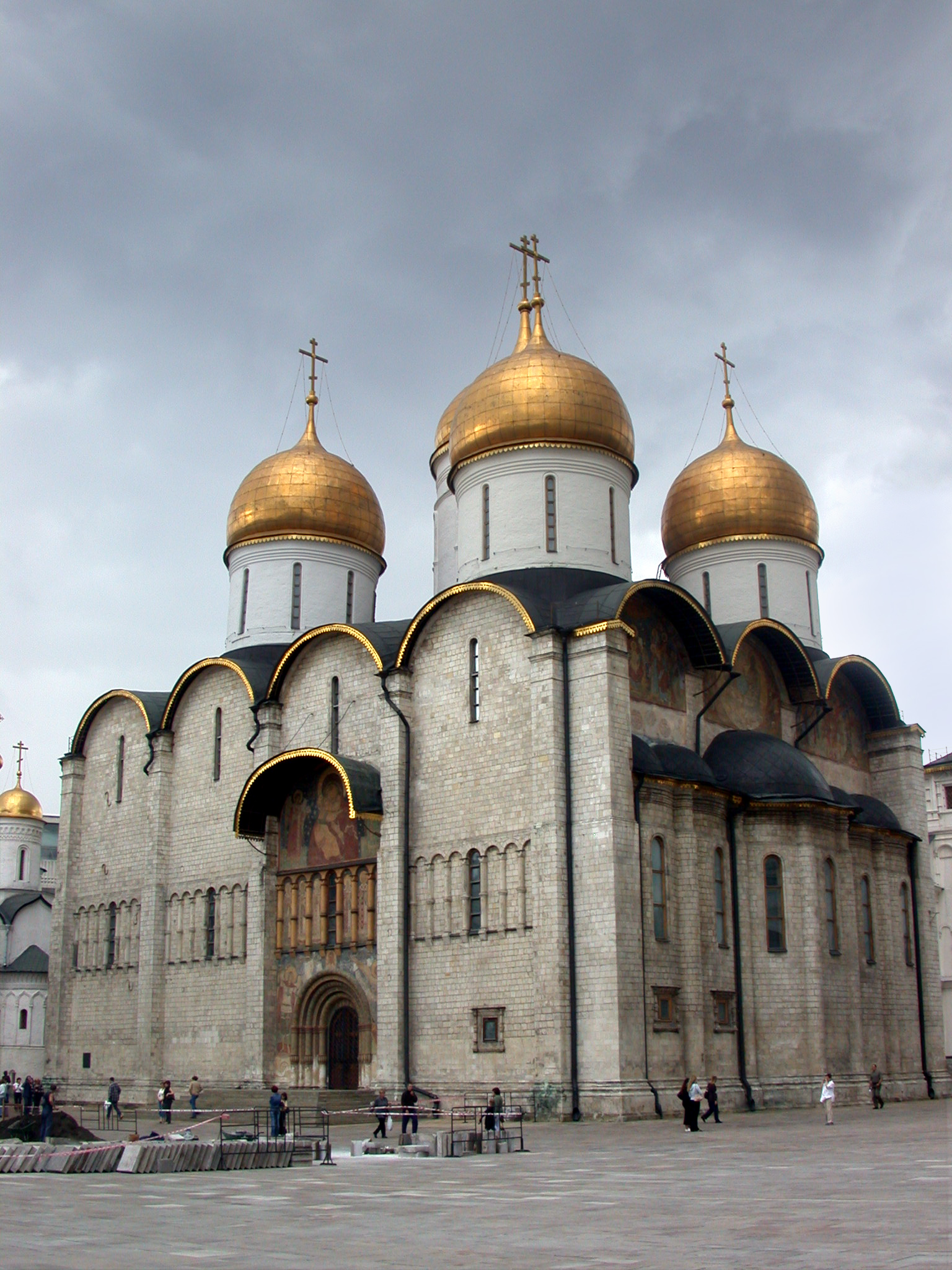
Успенский собор Московского Кремля — кафедральный храм московских митрополитов

После того, как кандидат в московские митрополиты, казанский архиепископ Герман, выразивший несогласие с политикой Ивана Грозного, попал в опалу, занять престол Московской митрополии предложили соловецкому игумену Филиппу. Иван IV вызвал его в Москву, и на соборе епископов 20 июля 1566 года ему было предложено принять митрополичий сан. Перед тем как дать согласие, Филипп поставил условием уничтожение опричнины:

Повинуюся твоей воле; но умири же совесть мою: да не будет опричнины! да будет только единая Россия! ибо всякое разделенное Царство, по глаголу Всевышнего, запустеет. Не могу благословлять тебя искренно, видя скорбь отечества.
— Карамзин Н. М. История государства Российского

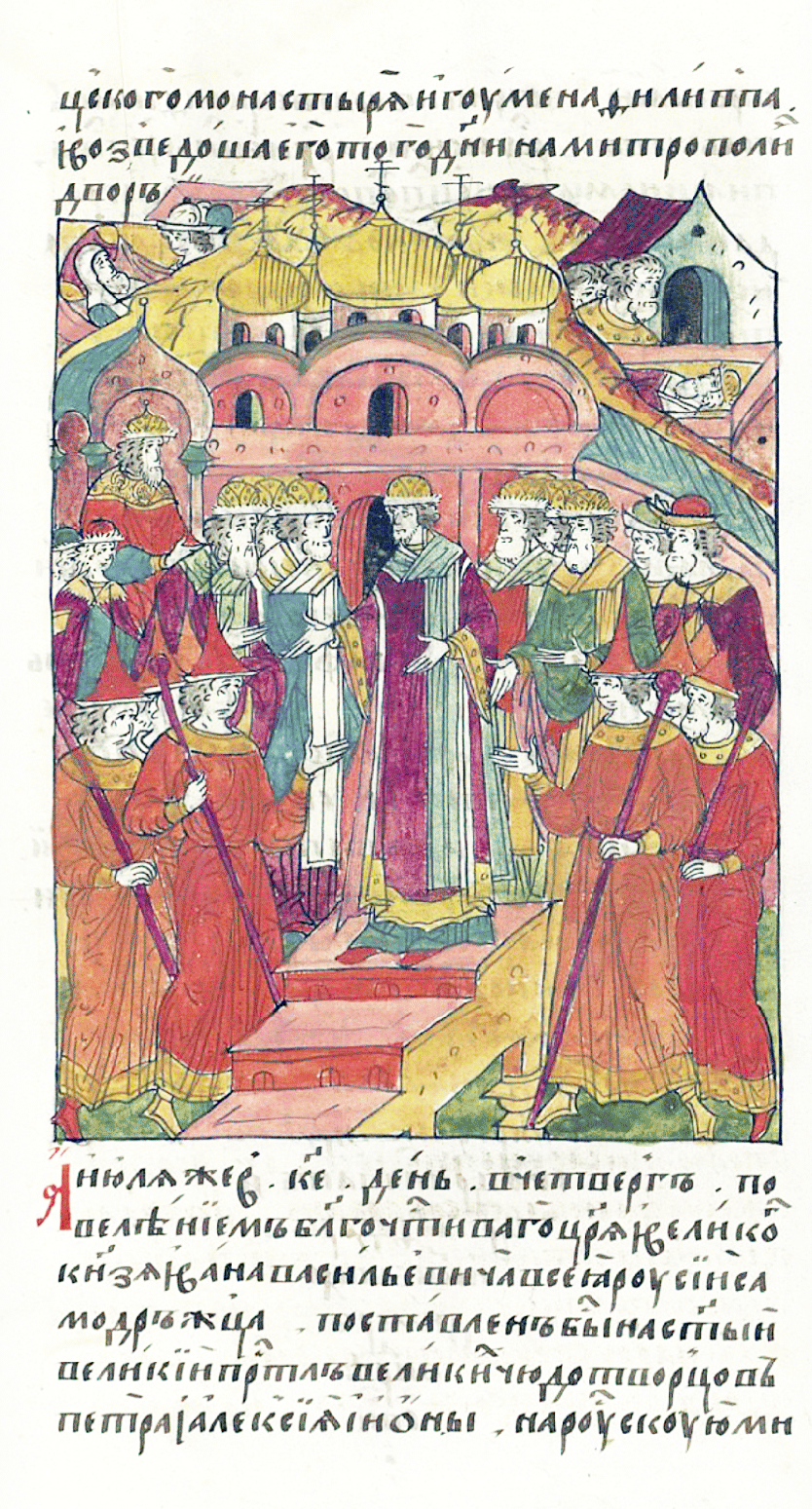
Поставление Фёдора Колычева в митрополиты

Царь не согласился, доказывал необходимость опричнины. Филипп возразил, но, устав от спора, царь велел ему умолкнуть. Церковные иерархи по указанию Ивана смогли уговорить Филиппа уступить царю. Он перед собором дал своё согласие на избрание, был составлен соборный приговор, в котором Филипп «дал своё слово архиепископам и епископам, что он по царскому слову и по их благословлению соглашается стать на митрополию, что в опричину и в царский домовый обиход ему не вступаться, а по поставлении из-за опричины и царского домового обихода митрополии не оставлять». 25 июля 1566 года собором всех русских епископов он был хиротонисан во епископа и поставлен на престол митрополита Московского и всея Руси.
О первых полутора годах деятельности Филиппа в качестве митрополита известно мало, что объясняется гибелью документов о церковном управлении в пожарах 1571, 1611 и 1626 годов. Житие сообщает только общие слова об этом периоде жизни Филиппа, но уточняет, что он был склонен подражать образу действий митрополита Макария. Как митрополит он управлял не только Московской епархией, но всей Русской церковью, поставлял епископов во все епархии, наблюдал за их деятельностью, увещевал посланиями, но не имел права суда над ними, так как это была прерогатива церковного собора.
Георгий Федотов отмечает, что в этот период «мы не слышим о казнях в Москве. Конечно, разрушительное учреждение продолжало действовать… но наверху, в непосредственной близости к царю отдыхали от крови». По этой причине Филипп не требовал от царя отмены опричнины, однако был ходатаем перед Иваном за опальных (печаловался), пытался своими наставлениями смягчить его свирепость. В Москве Филипп построил церковь святых Зосимы и Савватия, способствовал развитию книгопечатания. Старицкий князь Владимир Андреевич в 1567 году освободил от пошлин и кормов все митрополичьи села и монастыри в своём уезде, а также предоставил ему право суда: «А судит их отец наш Филипп, митрополит всея Русии, или его бояре».
В 1567 году митрополит Филипп созвал церковный собор в работе которого принял участие царь Иван IV. Причиной созыва собора стала смерть нескольких иерархов и необходимость решить вопрос замещения вдовствующих кафедр. Дмитрий Володихин отмечает, что Филиппу приходилось постоянно заниматься «кадровыми вопросами», несмотря на то, что в этом он не имел опыта.

### Противостояние с царём

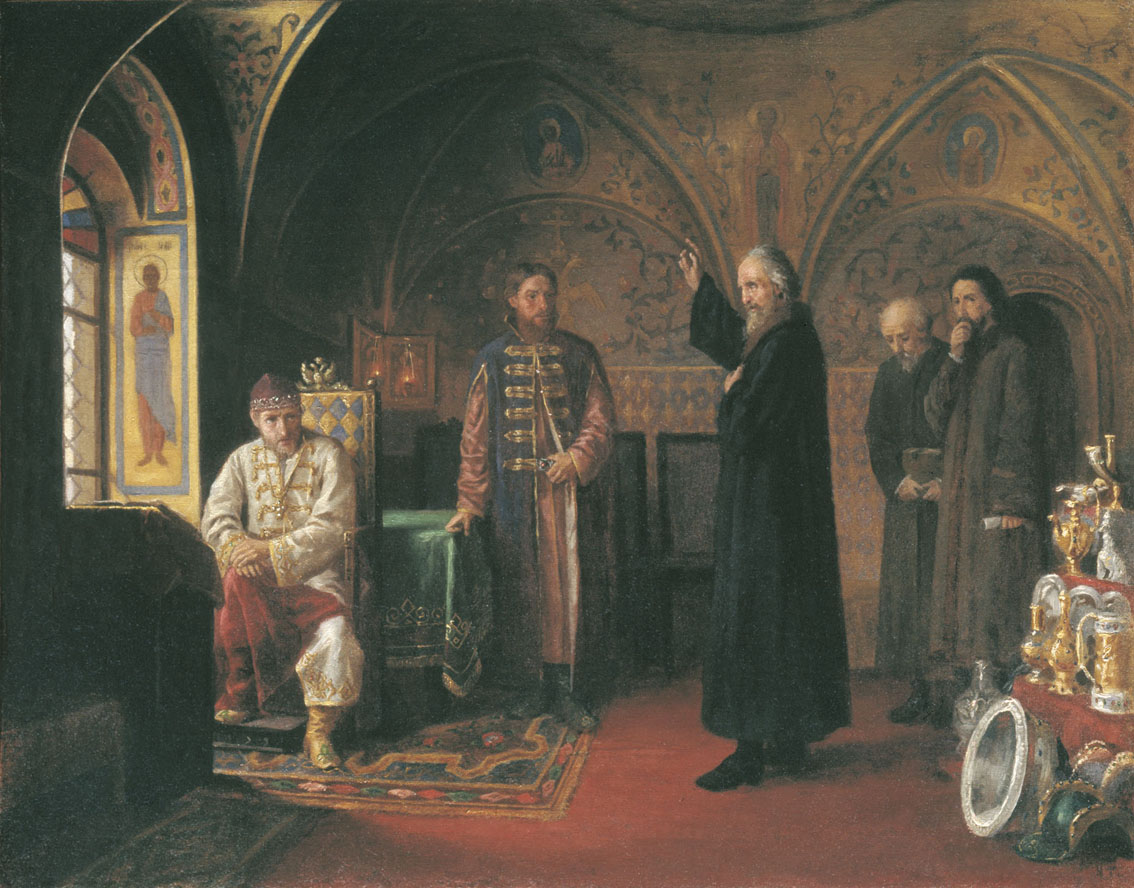
Яков Турлыгин. «Митрополит Филипп обличает Ивана Грозного»

Вернувшись зимой 1568 года из первого ливонского похода, царь (Иван IV Грозный) начал новую волну репрессий. Причиной послужили перехваченные письма к московским боярам польского короля Сигизмунда и гетмана Ходкевича с предложением перейти в Литву. Начались массовые казни. Первым пострадал боярин Иван Челяднин с семьёй, а затем по его делу погибли князья И. А. Куракин-Булгаков, Д. Ряполовский, трое князей Ростовских, принявшие монашество князья Щенятев и Турунтай-Пронский.
События в 1568 году переросли в открытый конфликт между ним и царём. Филипп активно выступил против опричного террора. Сначала он пытался остановить беззакония в беседах наедине с царём, просил за опальных, но Иван Грозный стал избегать встреч с митрополитом. Тогда, по словам Андрея Курбского, Филипп «начал первее молити благовременно, яко апостол великий рече, и безвременно належат и; потом претити страшным судом Христовым, заклинающе по данной ему от Бога епископской власти».

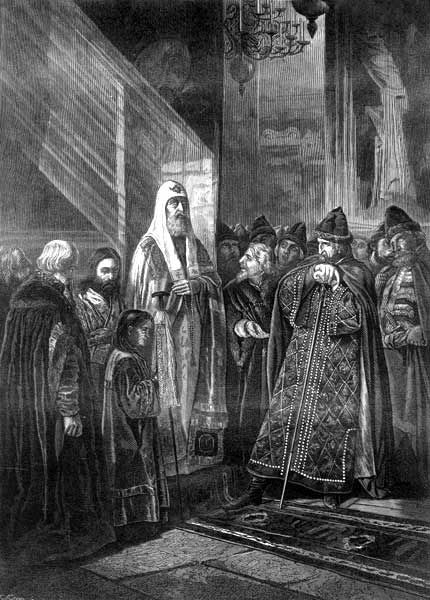
Василий Пукирев. «Митрополит Филипп отказывается благословить Ивана Грозного». 1875

Первое открытое столкновение митрополита с царём произошло 22 марта 1568 года в Успенском соборе Кремля. Новгородский летописец сообщил об этом кратко: «Лета 7076 марта в 22 учал митрополит Филипп с государем на Москве враждовати опришнине». Подробности этого известны по житию Филиппа и рассказам иностранных наёмников на русской службе. Иван вместе с опричниками пришёл на богослужение в чёрных ризах и высоких монашеских шапках, а после литургии подошёл к Филиппу за благословением. Митрополит сделал вид, что не замечает царя, и только после просьбы бояр благословить Ивана обратился к нему с обличительной речью:

В сем виде, в сем одеянии странном не узнаю Царя Православного; не узнаю и в делах Царства… О Государь! Мы здесь приносим жертвы Богу, а за олтарем льется невинная кровь Христианская. Отколе солнце сияет на небе, не видано, не слыхано, чтобы Цари благочестивые возмущали собственную Державу столь ужасно! В самых неверных, языческих Царствах есть закон и правда, есть милосердие к людям — а в России нет их! Достояние и жизнь граждан не имеют защиты. Везде грабежи, везде убийства и совершаются именем Царским! Ты высок на троне; но есть Всевышний, Судия наш и твой. Как предстанешь на суд Его? обагренный кровию невинных, оглушаемый воплем их муки? ибо самые камни под ногами твоими вопиют о мести!.. Государь! вещаю яко пастырь душ. Боюся Господа единого!
— Карамзин Н. М. История государства Российского
Царь после речи митрополита вскипел гневом, «ударил своим жезлом оземь и сказал: „Я был слишком милостив к тебе, митрополит, к твоим сообщникам в моей стране, но я заставлю вас жаловаться“». О попытках Филиппа увещевать царя пишет и Генрих Штаден.
На следующий день начались новые казни, погиб князь Василий Пронский. Бояр и служилых людей митрополичьего двора подвергли пыткам с целью выбить показания о замыслах Филиппа против царя. На самого Филиппа, по свидетельству Н. М. Карамзина, царь не решился поднять руку по причине его всенародного почитания. В знак протеста Филипп покинул свою резиденцию в Кремле, переехав в один из московских монастырей.
28 июля Филипп служил в Новодевичьем монастыре. После крестного хода по стенам монастыря он остановился у Святых врат обители и должен был читать Евангелие. Оглянувшись, он увидел одного из опричников в тафье, в то время как во время чтения Евангелия принято стоять с непокрытой головой. Митрополит сделал царю замечание: «так ли подобает благочестивому агарянский закон держать?», но опричник быстро снял тафью, и никто не выдал его. Иван разгневался на святителя, назвал его лжецом, мятежником, злодеем. После этого случая царь начал подготовку церковного суда над Филиппом, чтобы каноническим путём избавиться от неугодного ему иерарха.

### Суд и изгнание
По указанию царя в Соловецкий монастырь была направлена следственная комиссия для сбора обвинительного материала против митрополита Филиппа. В её состав вошли суздальский епископ Пафнутий, боярин Василий Темкин-Ростовский, архимандрит Андроникова монастыря Феодосий и дьяк Дмитрий Пивов. Комиссия, чтобы добиться от монахов свидетельств против Филиппа, действовала угрозами и подкупом (соловецкому игумену Паисию был обещан епископский сан); однако составленное обвинение было столь сомнительным, что епископ Пафнутий даже отказался его подписать.
В ноябре 1568 года в Успенском соборе Кремля состоялся церковный суд, главным обвинителем Филиппа стал новгородский архиепископ Пимен. Неизвестно о чём свидетельствовали соловецкие монахи, вероятно это были типичные для того времени обвинения в колдовстве, а также проступки церковного характера в бытность его соловецким игуменом
На суде Пимен вместе с другими обвинителями сказал Филиппу «Како царя утвержает, самому же неистовая творящу» и в ответ услышал: «И тщишися чужий престол восхитити, но и своего помале извержен будеши». Во время собора Филипп, не дожидаясь приговора, обратился к архиереям со словами: «Лучше мне принять безвинно мучение и смерть, нежели быть митрополитом при таких мучительствах и беззакониях! Я творю тебе угодное. Вот мой жезл, белый клобук, мантия! Я более не митрополит». 4 ноября собор епископов лишил Филиппа митрополичьего сана: «на Москве месяца ноября в 4 день Филиппа митрополита из святительского сана свергоша». Однако царь не дал Филиппу уйти, повелев как митрополиту в день архангела Михаила возглавить богослужение в Успенском соборе.

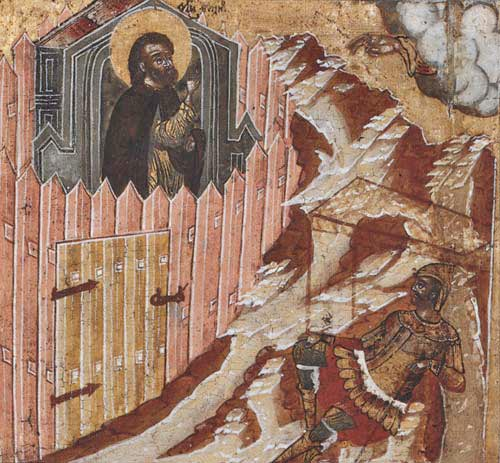
Святитель Филипп в заточении

8 ноября 1568 года опричник Фёдор Басманов во время службы в Успенском соборе Кремля объявил соборный приговор:

Ноября 8-го, в день архистратига Михаила, когда святой Филипп священнодействовал в своей кафедральной церкви, вдруг явился туда любимец царский боярин Басманов, сопровождаемый опричниками. Он приказал прочитать вслух всего народа соборный приговор о низложении митрополита.

Опричники сняли с Филиппа святительское облачение, одели в разодранную монашескую рясу и изгнали «из церкви яко злодея и посадиша на дровни, везуще вне града ругающеся… и метлами биюще». Филиппа поместили под арест в Богоявленский монастырь. И. Таубе и Э. Крузе сообщают, что царь «Через несколько дней вздумал убить его и сжечь, но духовенство упросило великого князя даровать ему жизнь и выдавать ему ежедневно 4 алтына». Намерение казнить Филиппа через сожжение свидетельствует, по мнению Г. П. Федотова, о факте обвинения митрополита в колдовстве, что установить затруднительно, так как приговор собора не сохранился. Ходили слухи, что царь хотел затравить Филиппа медведем, и о его чудесном спасении от разъярённого зверя.
Спустя несколько дней Филиппа привезли слушать окончательный приговор, которым его осудили на вечное заключение. По указанию царя ноги митрополита были забиты в деревянные колодки, руки заковали в железные кандалы. По сообщению жития, все оковы спали с Филиппа чудесным образом, о чём было доложено царю, который более не решался предавать митрополита новым мучениям. Его посадили в монастыре Николы Старого, затем морили голодом. Историк Н. И. Костомаров сообщает, что царь, казнив племянника святителя, прислал ему его голову, зашитую в кожаный мешок, со словами: «Вот твой сродник, не помогли ему твои чары».

### Гибель

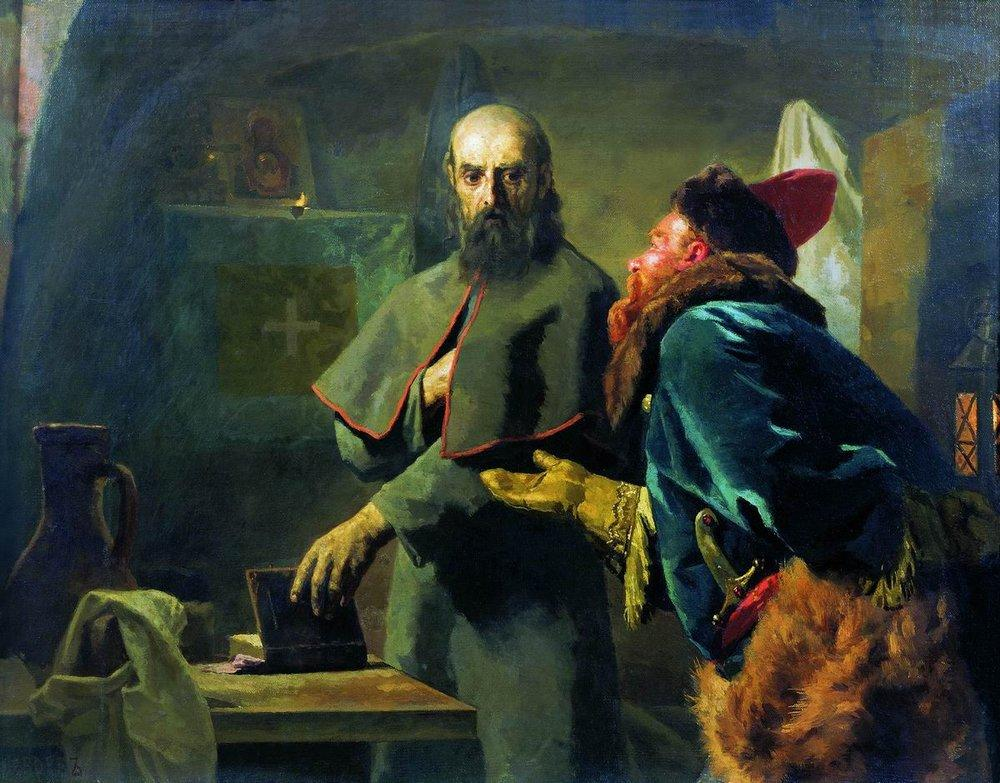
Николай Неврев. «Митрополит Филипп и Малюта Скуратов». 1898

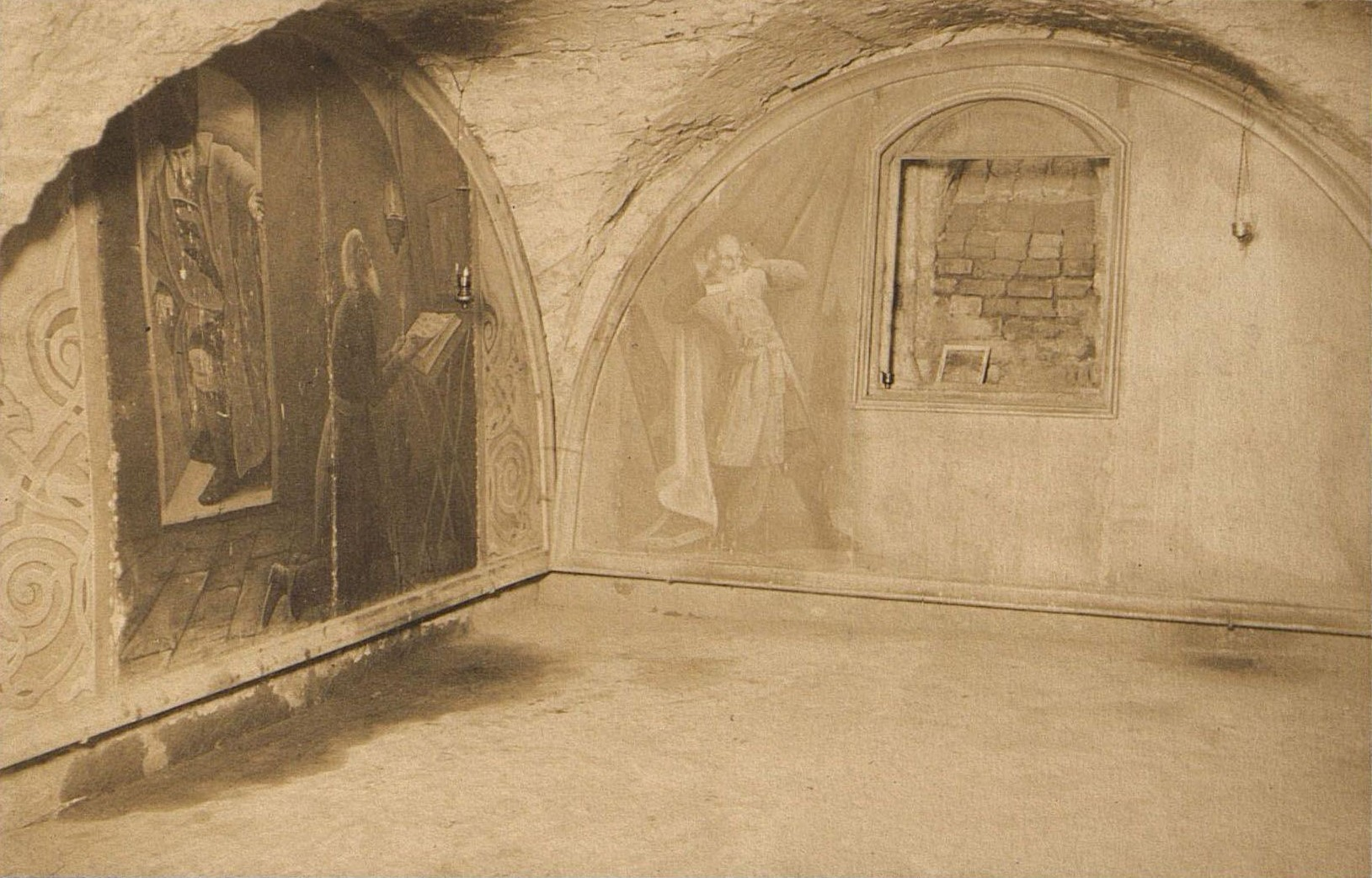
Подземная келья митрополита Филиппа, где по житию он был задушен. Фото 1910-1913 годов.

Вскоре Филипп был сослан в отдалённый Отроч Успенский монастырь в Твери, а царь казнил ещё ряд Колычёвых. Во время новгородского похода в 1569 году царь направил в монастырь к Филиппу Малюту Скуратова попросить благословения на поход. По сообщению жития, 23 декабря Малюта задушил святителя Филиппа:

Вошедши в келью святого Филиппа, Малюта Скуратов с притворным благоговением припал к ногам святого и сказал:
— Владыка святой, дай благословение царю идти в Великий Новгород.
Но Святой отвечал Малюте:
— Делай, что хочешь, но дара Божиего не получают обманом.
Тогда бессердечный злодей задушил праведника подушкою.
— Димитрий Ростовский. Жития святых
Выйдя из кельи, Малюта отправился к настоятелю и стал обвинять его в том, что по недосмотру в келье Филиппа было так жарко, что тот умер от угара. Состоялись спешные похороны, и Малюта покинул монастырь.

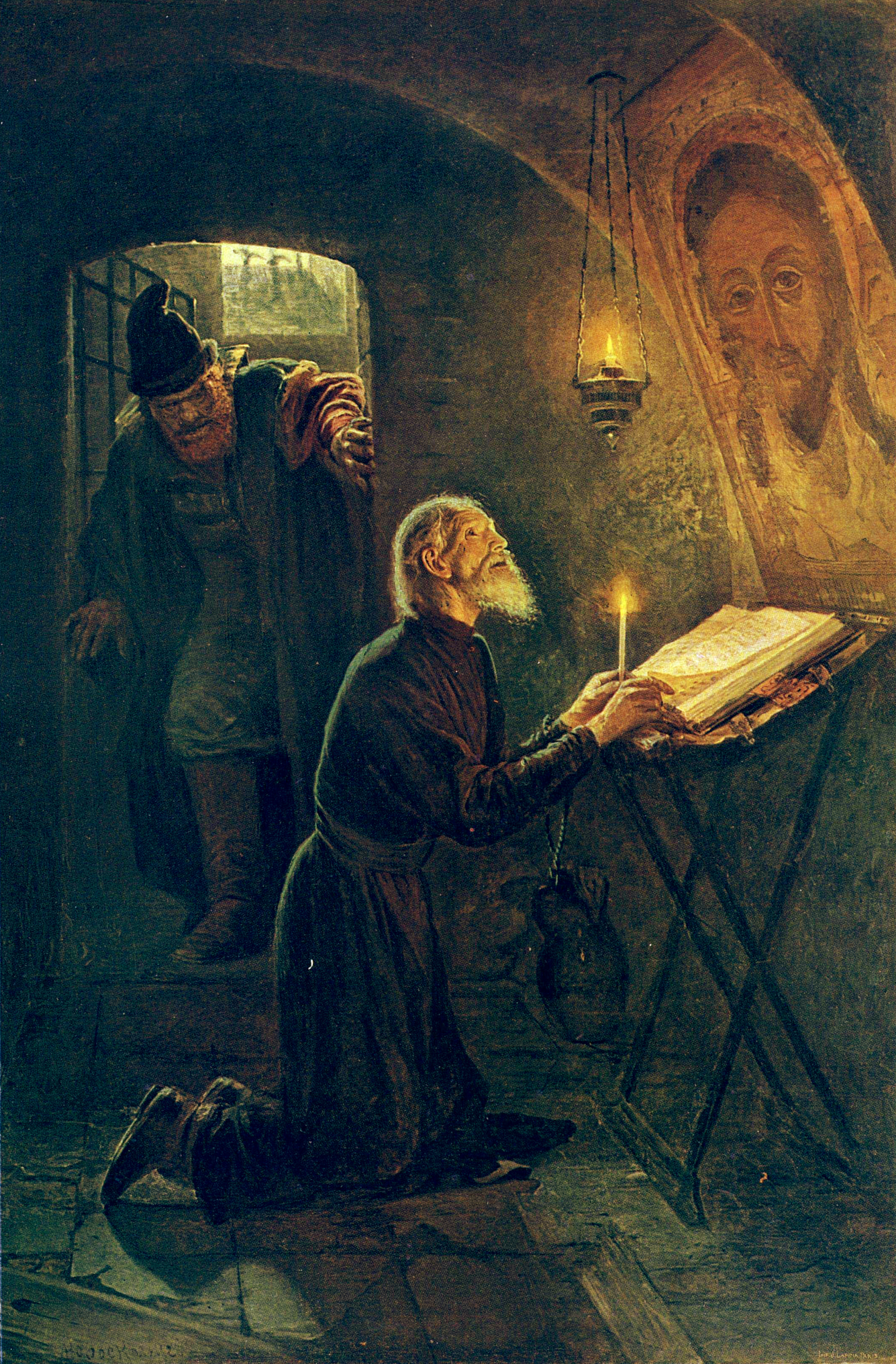
Александр Новоскольцев. «Последние минуты митрополита Филиппа». 1889

Версия об убийстве митрополита Филиппа Малютой Скуратовым является традиционной в историографии, её разделяют как историки XIX века: Н. М. Карамзин, С. М. Соловьёв, Н. И. Костомаров, так и XX века: Г. П. Федотов, Р. Г. Скрынников, а также богословы и церковные историки такие, как митрополит Макарий (Булгаков), А. В. Карташёв. Сторонники канонизации Ивана Грозного пытаются выдвинуть свои версии произошедшего, но их мнение не находит поддержки. Как говорит Дмитрий Володихин:

Все источники уверенно сообщают об акте убийства, совершенного Малютой, притом в полном согласии между собой, хотя и созданы лицами, независимыми по отношению друг к другу, в разных местах, в разное время и в разных обстоятельствах. А версия об «изменниках», сгубивших Филиппа помимо Малюты, является поздней спекуляцией, опирающейся на вольную фантазию. Ни один текст XVI века её не подтверждает.

Возможно, на убийство опального Филиппа имелось тайное указание Ивана Грозного, так как Скуратов не мог самостоятельно решиться на убийство известного церковного деятеля и остаться безнаказанным. По мнению профессора Р. Г. Скрынникова, убийство было совершено с согласия царя.
Основным источником версии об убийстве митрополита по указанию царя выступает житие, написанное в конце XVI века, а также несколько летописных упоминаний позднего происхождения и ряд воспоминаний современников (подробнее см. раздел Источники и историография).
Окончательно установить, действовал ли Скуратов по прямому указанию Ивана Грозного, нельзя. Однако, по всей вероятности, царь знал, что убийцей является Скуратов, и никак не наказал его.

## Почитание и канонизация

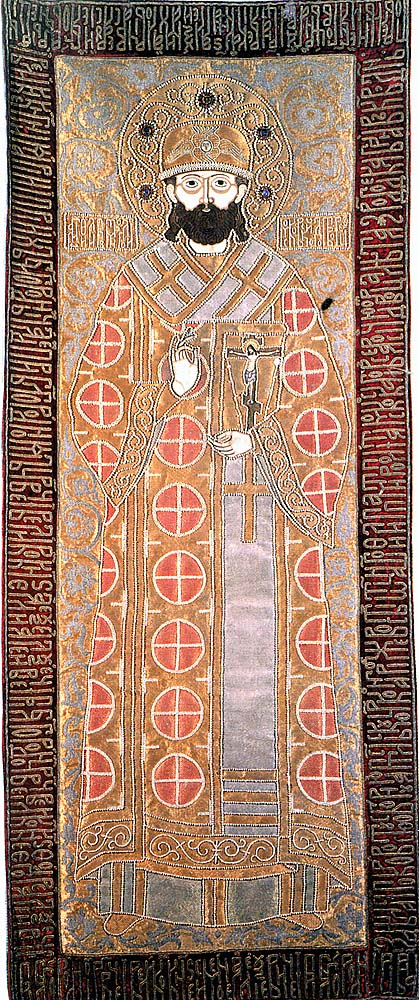
Святитель Филипп (покров на раку, 1650 год, мастерская Е.А. Стрешневой)

### Почитание в Соловецком монастыре
В 1591 году по просьбе братии Соловецкого монастыря мощи Филиппа были доставлены из Отроча монастыря и захоронены под папертью придела святых Зосимы и Савватия Спасо-Преображенского собора. В конце XVI века было составлено первое житие Филиппа и начинается его местное почитание как святого с днём памяти 9 января. Концом XVI века датируют самое раннее иконописное изображение святителя на створке складня, написанного Истомой Саввином, происходящего из Благовещенского собора Сольвычегодска. Филипп изображён припадающим к Богородице Боголюбской вместе со святителями Алексием, Киприаном и Стефаном.
В описи Соловецкого монастыря за 1632 год приводится описание гробницы святителя: «на гробнице образ пядница на золоте Филип митрополит, а во облаце Спас». Были записаны первые сообщения о чудесах по молитвам к святителю Филиппу. Патриарх Иоасаф I (постриженник Соловецкого монастыря) в 1636 году включил в минею текст службы святителю Филиппу и установил ему, по мнению ряда исследователей, общецерковную память. Однако Евгений Голубинский считает, что общецерковное почитание Филиппа началось только после перенесения его мощей в Москву. В описи монастыря за 1645 года упоминается уже первый шитый покров с изображением митрополита Филиппа, по его краю был вышит тропарь святому.
29 апреля 1646 года игумену Соловецкой обители Илии Пестрикову были посланы грамоты царя Алексея Михайловича и патриарха Иосифа с указанием извлечь мощи святителя Филиппа из земли, переложить в раку, надеть на них при необходимости новое облачение и поставить в Спасо-Преображенском соборе монастыря.
Во время нахождения мощей Филиппа в Соловецком монастыре появились и первые шитые покровы с его изображением, которые, по мнению искусствоведа Василия Пуцко, отражают иконографию не сохранившиеся до нашего времени икон. В 1650 году стольник Иван Иванович Колычёв пожертвовал в Соловецкий монастырь покров на раку святителя, который является самым ранним из подобных сохранившихся произведений с изображением Филиппа. Близок к нему по времени другой шитый покров, созданный в 1650 году в мастерской Евдокии Стрешневой, который был вложен в Соловецкий монастырь её мужем боярином Василием Стрешневым, родственником царицы Евдокии. Оба покрова были привезены в Москву при перенесении мощей святителя Филиппа.

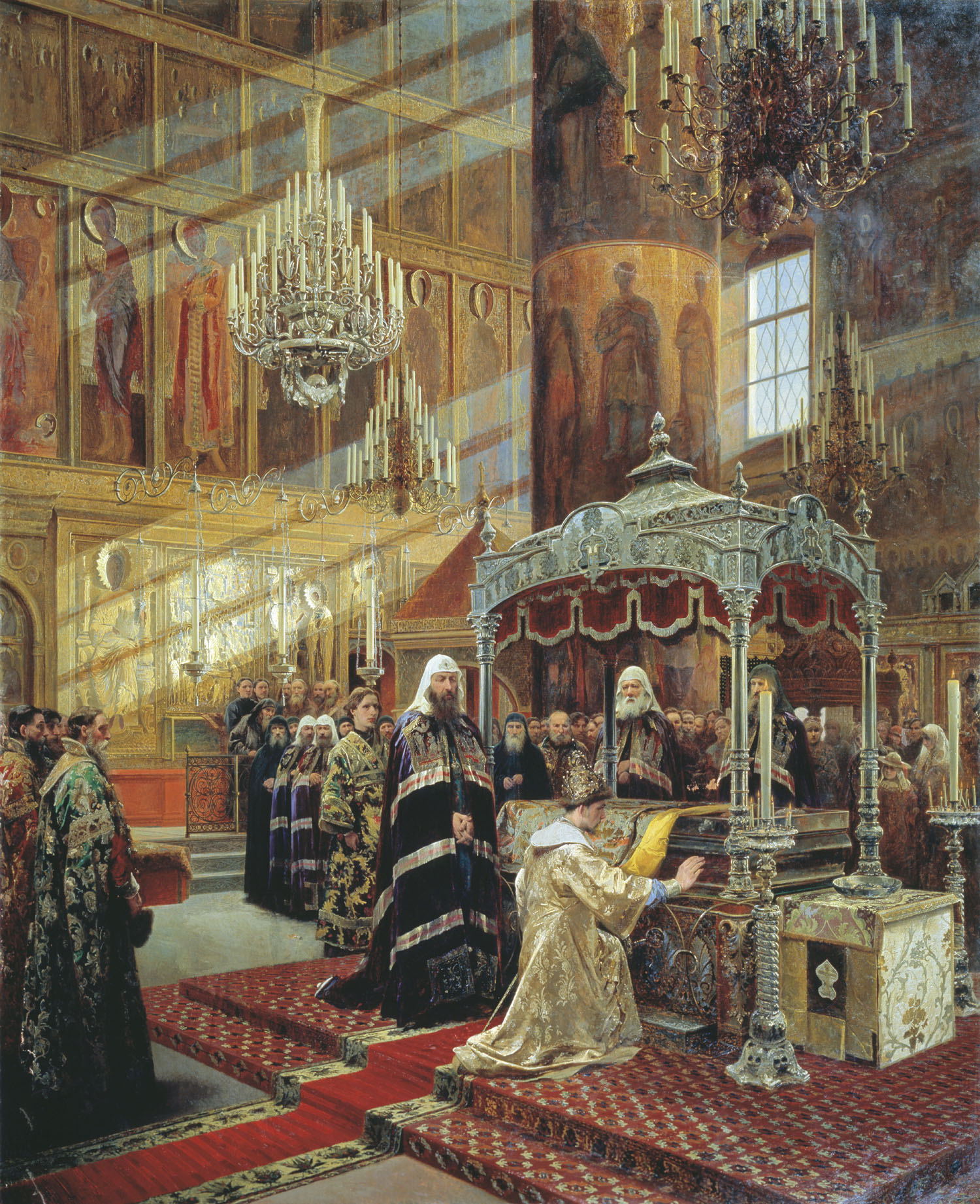
Александр Литовченко. «Алексей Михайлович и патриарх Никон перед гробницей святителя Филиппа». 1886

### Перенесение мощей в Москву
В 1652 году царь Алексей Михайлович по инициативе Новгородского митрополита Никона и по согласованию с патриархом Иосифом решил перенести мощи святителя в Москву. 11 марта в Соловецкий монастырь было отправлено посольство из духовных и светских лиц во главе с Никоном, которое 3 июня прибыло на Соловки. После трёхдневного поста за литургией в Спасо-Преображенском соборе Никон перед ракой с мощами прочёл грамоту царя, адресованную святителю:

…великому господину, отцу отцев, преосвященному Филиппу, митрополиту Московскому и всея Руси, по благоволению Вседержителя Христа Бога, царь Алексей, чадо твое, за молитв святых твоих здравствует.
…молю тебя и желаю тебе прийти сюда, чтобы разрешить согрешение прадеда нашего, царя и великаго князя Иоанна, нанесенное тебе неразсудно завистию и неудержанною яростию, ибо твое на него негодование как бы и нас сообщниками творит его злобы… И сего ради преклоняю царский свой сан за онаго, пред тобою согрешившаго, да оставишь его прегрешение своим к нам пришествием…
Сего ради молю тебя о сем, о священная глава, и честь моего царства преклоняю твоим честным мощам и повиную к твоему молению всю мою власть, да,пришед, простишь оскорбившему тебя напрасно и он тогда раскаялся о содеяном. За его покаяние и нашего ради прошения прийди к нам, святый владыко…

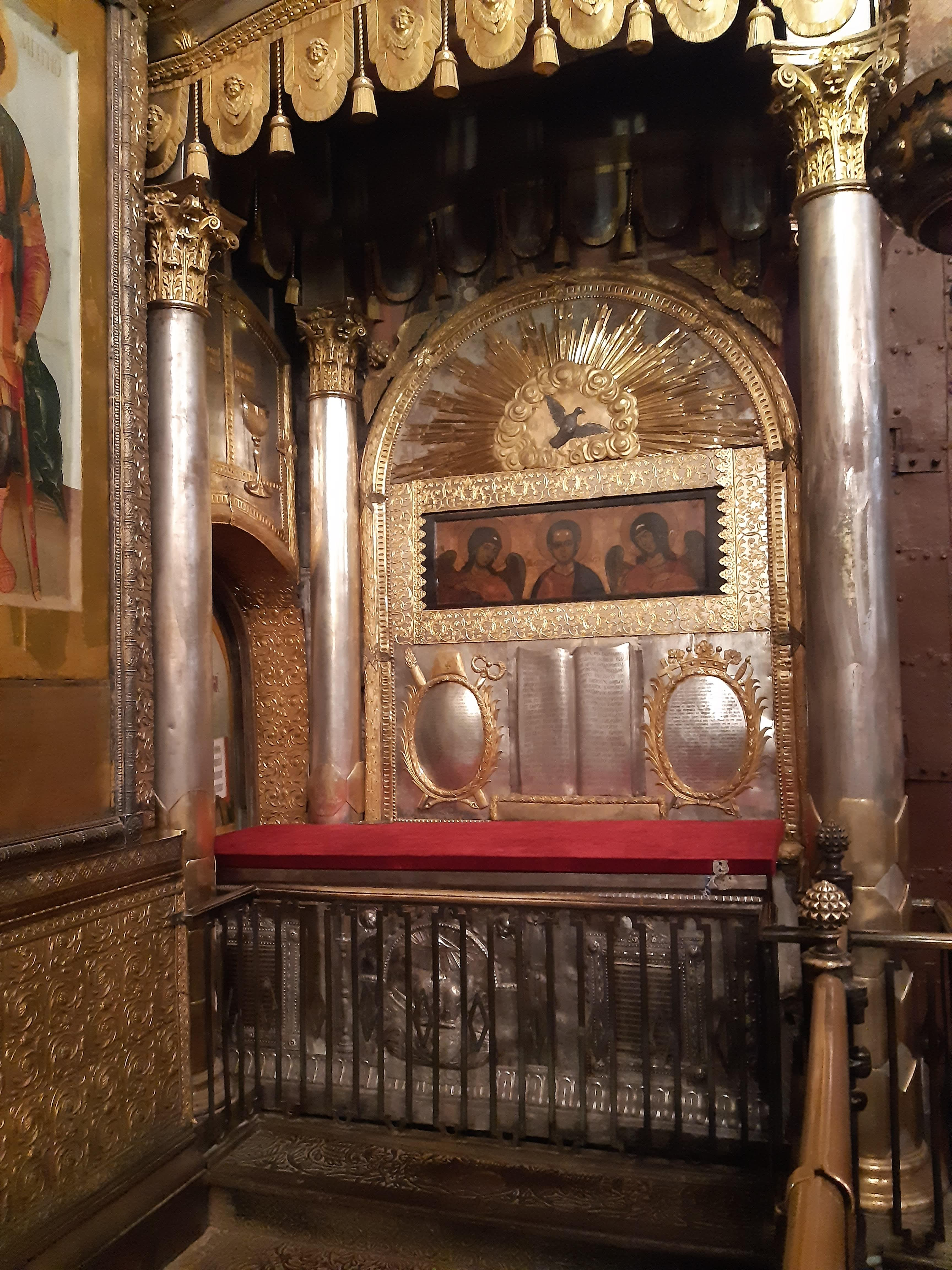
Рака с мощами святителя Филиппа

По просьбе монастырской братии Никон оставил в монастыре часть святых мощей, а остальные переложил в привезённую с собой раку и начал с ними обратное путешествие в Москву. По дороге Никон письмами информировал царя о своём передвижении, на всех остановках мощи вносили в храмы и при большом стечении народа совершали перед ними молебны. 9 июля 1652 года мощи были торжественно принесены в Москву. Их встречали крестным ходом с участием царя и церковных иерархов, на месте встречи впоследствии был воздвигнут храм святого Филиппа в Мещанской слободе. Царь восторженно описал встречу святыни в своём письме к князю Н. И. Одоевскому:

Такое множество народа было от самаго Напруднаго по соборную апостольскую церковь, что нельзя было и яблоку упасть, а больных лежащих и вопиющих к нему безмерно много, и от великаго вопля и плача безмерный стон был. Стоял он десять дней посреди церкви для молящихся, и во все дни с утра до вечера был звон, как на святой неделе, так и те дни радостны были: то меньше, что человека два или три в сутки, а то пять, шесть и семь исцеление получат. А как патриарха поставили он, свет чудотворец, двух исцелил в тот день, и ныне реки текут чудес.

19 июля 1652 года мощи были положены в серебряную раку в Успенском соборе около иконостаса. Над гробницей была помещена древняя икона с деисусом. Позднее рака была покрыта серебряной доской, которая была утрачена при захвате Москвы войсками Наполеона. Из серебра, отбитого у французов М. И. Кутузовым, 52 фунта (21,3 кг) было использовано на возобновление раки митрополита Филиппа.

### Храмы и часовни

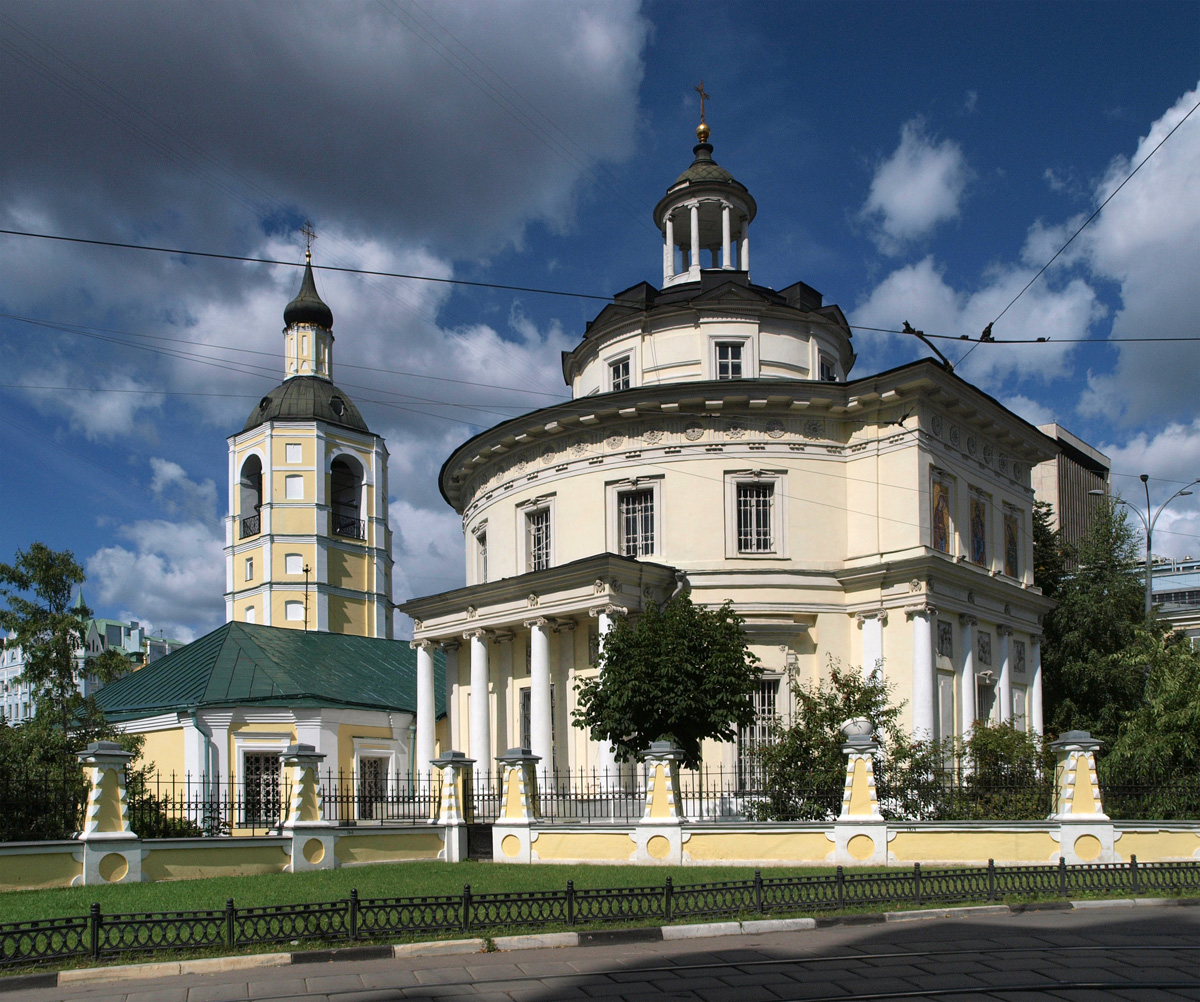
Церковь Филиппа Митрополита в Мещанской слободе

Первая церковь во имя святителя Филиппа была построена в 1677 году в Мещанской слободе на месте встречи царём его мощей. Изначально постройка была деревянной, в 1691 году церковь перестроили в камне, а в 1777—1788 годы здание было перестроено архитектором Матвеем Казаковым и стало одним из лучших образцов московского классицизма.
После прославления святителя церкви и часовни в его имя начали строиться в монастырях (Филипповская церковь в Валдайском Иверском монастыре, середина XVII века; Филипповская часовня и церковь в Соловецком монастыре, конец XVII века) и в различных городах страны. В Москве в 1856 году потомки боярского рода Колычёвых бароны Боде-Колычёвы построили у себя в усадьбе домовую церковь во имя святителя, в которую собрали древние иконы.

### Гимнография

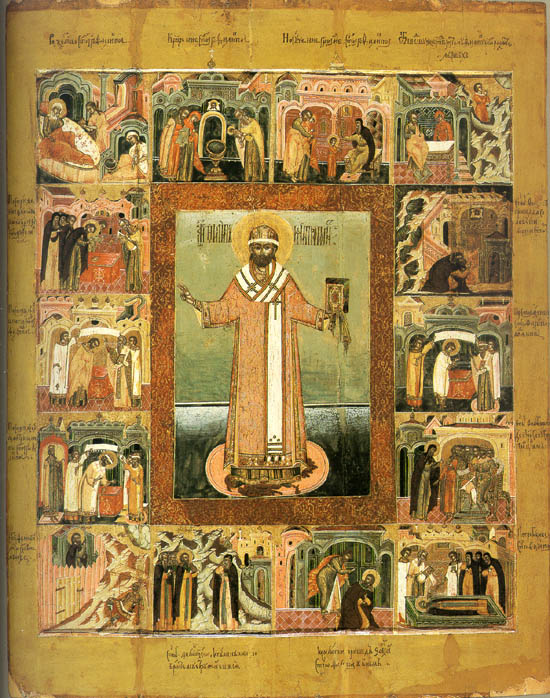
Святитель Филипп (житийная икона конца XVII века)

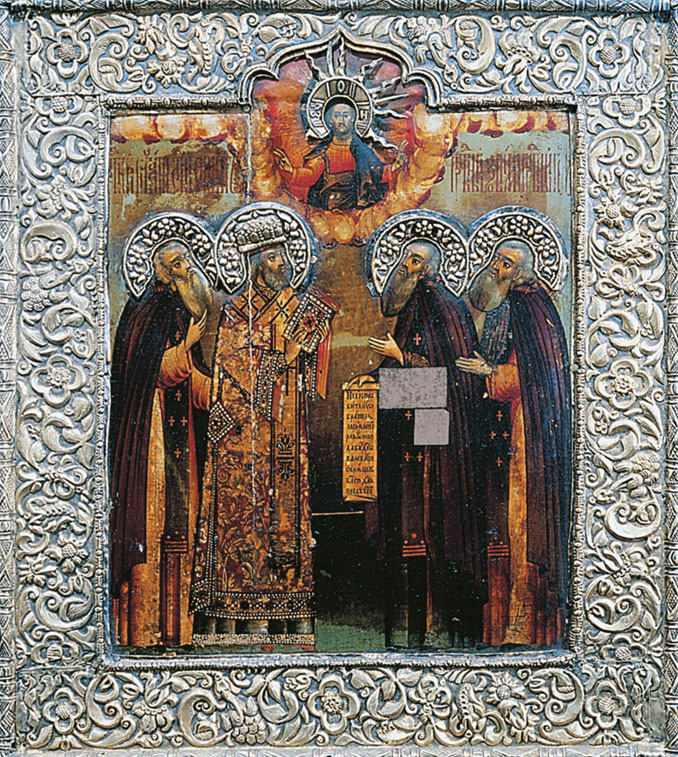
Соловецкие святые: Зосима, Савватий, Герман, Филипп. 1700-е годы

Впервые церковная служба святителю Филиппу была напечатана в Минее в 1636 году при патриархе Иоасафе I. При изучении её текста исследователями был сделан вывод, что она была составлена на несколько десятилетий раньше этой даты. В тексте упоминаются мощи Филиппа и угроза «агарянского» нападения, что позволяет датировать её 1591—1592 годами, когда из Твери на Соловки были перенесены останки святителя, а Московское царство подвергалось набегам крымских татар. Местом составления службы считают Соловецкий монастырь, а возможным автором — игумена Иакова (1581—1597 годы), ученика митрополита Филиппа. Для печати служба была видоизменена, в частности добавлено молитвенное прошение о граде Москве.
Акафист святителю Филиппу был составлен митрополитом Новосибирским Варфоломеем (Городцевым) в период его заключения в Соловецком лагере. Сохранился машинописный текст акафиста с указанием, что он был одобрен Собором православных епископов в Соловецком монастыре в 1926 году.
| Тропарь святителя Филиппа Первопрестольников преемниче, столпе Православия, истины поборниче, новый исповедниче, святителю Филиппе, положивый душу за паству твою, темже, яко имея дерзновение ко Христу, моли за град же и люди, чтущия достойно святую память твою. | Кондак святителя Филиппа Православия наставника и истины провозвестника, Златоустаго ревнителя, Российскаго светильника, Филиппа премудраго восхвалим, пищею словес своих разумно чада своя питающа, той бо языком хваление пояше, устнама же пение вещаше, яко таинник Божия благодати. |

## Литературная деятельность
К литературному наследию митрополита Филиппа относятся его грамоты, которые он писал как церковный иерарх. Сохранились:
- богомольная грамота в Кирилло-Белозерский монастырь, датируемая 24 ноября 1567 года, в которой митрополит просил молиться за благополучный исход похода Ивана IV в Ливонию;
- четыре грамоты в Соловецкий монастырь, свидетельствующие о его заботе как бывшего настоятеля обители. Три из них относятся к августу 1566 года, а последняя датирована 30 января 1568 года. По мнению медиевиста А. А. Зимина, «печальный колорит этого письма и забота его автора о благоустройстве монастырской вотчины показывают, что Филипп уже в начале 1568 года думал покинуть митрополичий стол и найти пристанище в Соловецкой обители»[91].

В период его игуменства (1553 год) им был составлен устав «Устав о монастырском платье» («по скольку кто из братии должен иметь в келий одежды и обуви»), направленный на обеспечение благочиния в монастыре. О литературном и ораторском таланте Филиппа свидетельствуют приводимые в его житии обличительные речи против Ивана Грозного. По мнению исследователей они основаны на подлинных речах Филиппа, в которых он для предания им ярких образов использовал цитаты из популярного на Руси «Поучения» Агапита (византийский памятник, известный в русском переводе с XIV века).

## Источники и историография

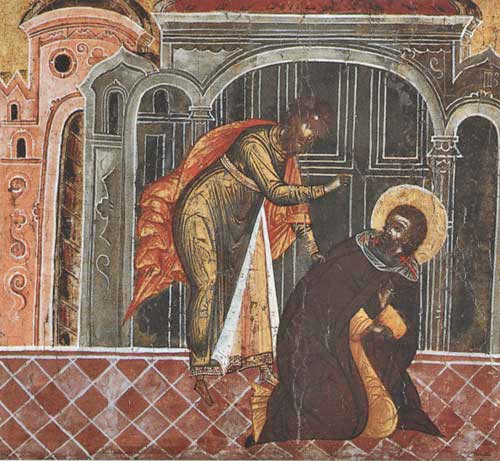
Убийство митрополита Филиппа